# حزب سوسیال دموکرات افغانستان
حزب سوسیال دموکرات افغانستان حزبی سیاسی در صحنهٔ افغانستان است. این حزب به ادعای وب‌گاهش در ۱۹۶۶ تأسیس شده و حزبی قدیمی به شمار می‌رود.
این حزب، همچنین، خواستار کرسی ناظر در "بین‌الملل سوسیالیست" شده است.